# Výstaviště Louny
Výstaviště Louny se nachází v odpočinkové zóně na severozápadním okraji města Loun v areálu Masarykových sadů, plocha má parkovou úpravu. Kromě odpočinkové funkce se zde konají prodejní a prezentační výstavy a veletrhy, součástí výstaviště je amfiteátr, baseballové hřiště a další objekty. Hlavní pavilon A výstaviště č. p. 1470 postavený v roce 1931 dle návrhu Josefa Chochola a lounského rodáka Otakara Poláka je nemovitou kulturní památkou.

## Historie
První výstava zde proběhla roku 1931. V té době lounské výstaviště navštívil i tehdejší československý prezident Tomáš Garrigue Masaryk. Po sametové revoluci zažívalo krátce výstaviště útlum, ale už za několik let opět sloužilo hojně výstavám.

## Současnost

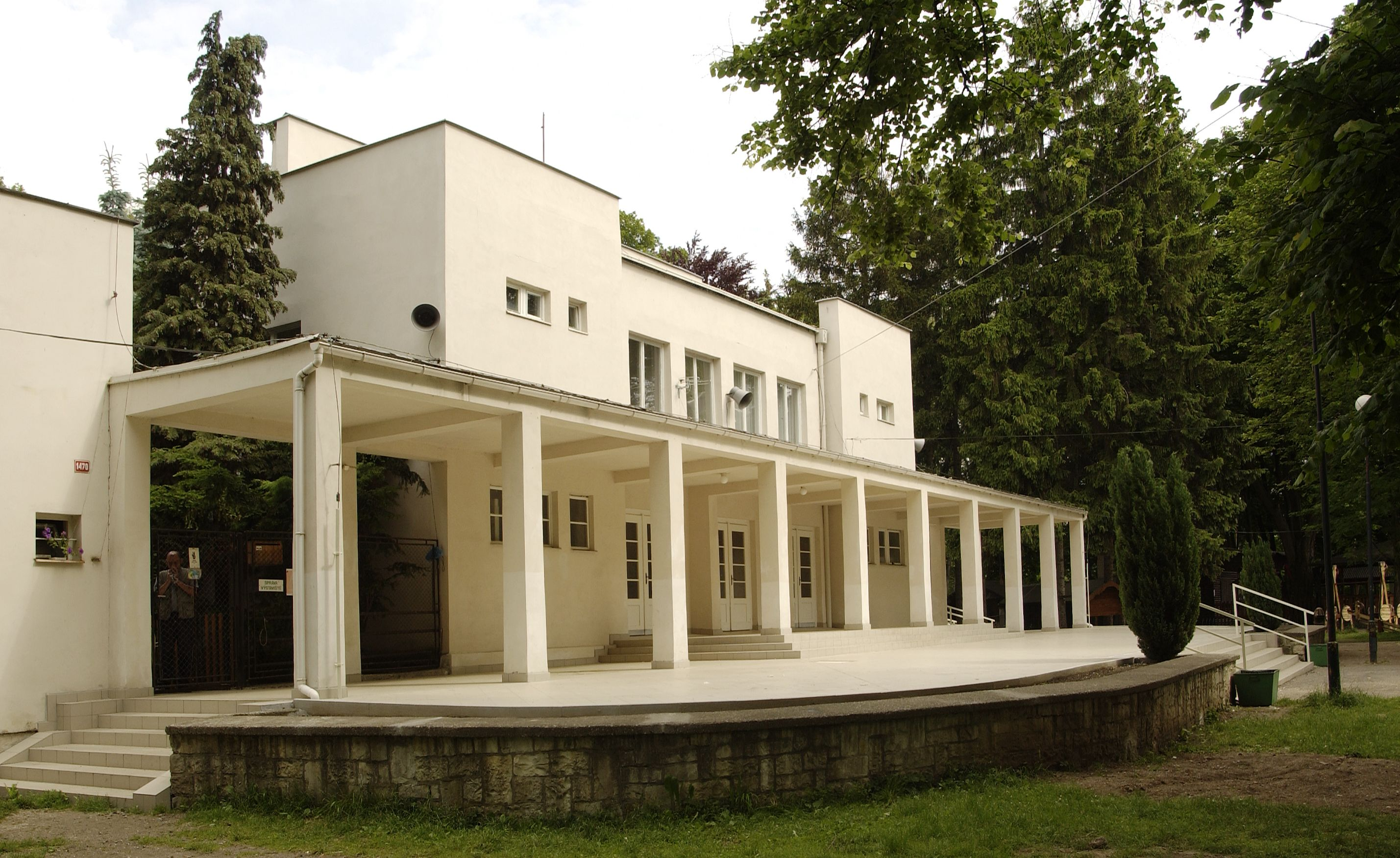
Hlavní pavilon A

Výstaviště provozuje ústecká společnost Diamant Expo, která zde v současné době pořádá každoročně mnoho prodejních a prezentačních výstav a veletrhů. Nejznámější výstava se koná v dubnu pod názvem Dům a zahrada. Velmi známá je například i výstava Člověk v přírodě, Dům nebo Autosalon. Na výstavy chodí desítky tisíc lidí nejen z okolí Loun.
Areál lounského výstaviště nabízí čtyři pavilony o celkové rozloze 1 550 m². Venkovní výstavní prostory jsou o rozloze 4 500 m².
Součástí je restaurace, ozvučení, ostraha, WC, zázemí a prostory pro doprovodný program.